# Giải bóng đá hạng ba quốc gia Cộng hòa Síp 1973–74
Giải bóng đá hạng ba quốc gia Cộng hòa Síp 1973–74 là mùa giải thứ tư của giải bóng đá hạng ba Cộng hòa Síp. Iraklis Gerolakkou giành danh hiệu đầu tiên.

## Thể thức thi đấu
Có 12 đội bóng tham gia Giải bóng đá hạng ba quốc gia Cộng hòa Síp 1973–74. Tất cả các đội thi đấu với nhau hai lần, một ở sân nhà và một ở sân khách. Đội bóng nhiều điểm nhất vào cuối mùa giải sẽ là đội vô địch. Đội đầu bảng sẽ lên chơi ở Giải bóng đá hạng nhì quốc gia Cộng hòa Síp 1974–75.

### Hệ thống điểm
Các đội bóng nhận được 2 điểm cho một trận thắng, 1 điểm cho một trận hòa và 0 điểm cho một trận thua.

## Bảng xếp hạng
| Vị thứ | Đội bóng               | St. | T. | H. | B. | BT. | BB. | BT. | Đ  | Ghi chú                                                                 |
| ------ | ---------------------- | --- | -- | -- | -- | --- | --- | --- | -- | ----------------------------------------------------------------------- |
| 1      | Iraklis Gerolakkou     | 22  | 18 | 4  | 2  | 54  | 18  | 36  | 40 | Vô địch-Thăng hạng Giải bóng đá hạng nhì quốc gia Cộng hòa Síp 1974–75. |
| 2      | Ermis Aradippou FC     | 22  | 12 | 8  | 4  | 33  | 20  | 13  | 32 |                                                                         |
| 3      | Akritas Chlorakas      | 22  | 12 | 5  | 7  | 31  | 28  | 3   | 29 |                                                                         |
| 4      | Doxa Katokopias FC     | 22  | 11 | 6  | 7  | 36  | 25  | 11  | 28 |                                                                         |
| 5      | AEK Karava FC          | 22  | 9  | 9  | 6  | 42  | 31  | 11  | 27 |                                                                         |
| 6      | ASOB Vatili            | 22  | 8  | 9  | 7  | 26  | 26  | 0   | 25 |                                                                         |
| 7      | Anagennisi Deryneia FC | 22  | 10 | 4  | 10 | 37  | 27  | 10  | 24 |                                                                         |
| 8      | Faros Acropoleos       | 22  | 9  | 6  | 9  | 33  | 38  | −5  | 24 |                                                                         |
| 9      | Achilleas Kaimakli FC  | 22  | 7  | 8  | 9  | 25  | 28  | −3  | 22 |                                                                         |
| 10     | AEK Ammochostos        | 22  | 6  | 7  | 11 | 25  | 34  | −9  | 19 |                                                                         |
| 11     | AEK Kythreas           | 22  | 5  | 9  | 10 | 17  | 24  | −7  | 19 |                                                                         |
| 12     | LALL Lysi              | 22  | 4  | 10 | 10 | 17  | 36  | −19 | 18 |                                                                         |

Hệ thống điểm: Thắng=2 điểm, Hòa=1 điểm, Thua=0 điểm
Luật xếp hạng: 1) Điểm, 2) Hiệu số, 3) Bàn thắng